# Alloeochaete
Alloeochaete és un gènere de plantes de la família de les poàcies. És originari d'Àfrica. Comprèn 6 espècies descrites i 6 acceptades.

## Descripció
Són plantes herbàcias perennes; cespitoses. Tiges de 40-200 cm d'altura. Fulles majoritàriament basals; sense aurícules. Làmines de les fulles amples (2 cm a A. oreogena), o estretes; sense venació croada. La lígula és un conjunt de pèls.

## Distribució i hàbitat
Es distribueixen per la regió paleotropical: Angola, Tanzània, Malawi. Són espècies xerofítiques d'hàbitats oberts.

## Taxonomia
El gènere va ser descrit per Charles Edward Hubbard i publicat a Hooker's Icones Plantarum 35:, t. 3418. 1940. L'espècie tipus és: Alloeochaete andongensis (Rendle) C.E.Hubb.

## Espècies acceptades
A continuació es brinda un llistat de les espècies del gènere Alloeochaete acceptades fins a novembre de 2013, ordenades alfabèticament. Per a cadascuna s'indica el nom binomial seguit de l'autor, abreujat segons les convencions i usos.
- Alloeochaete andongensis  (Rendle) C.E.Hubb.
- Alloeochaete geniculata  Kabuye
- Alloeochaete gracillima  Kabuye
- Alloeochaete namuliensis  Chippindall
- Alloeochaete oreogena  Launert
- Alloeochaete ulugurensis  Kabuye